# University at Buffalo

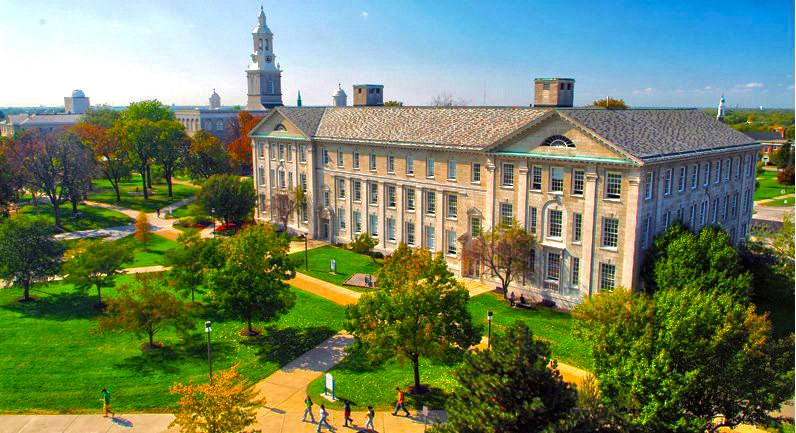
Der UB-Südcampus mit Crosby Hall und Hayes Hall

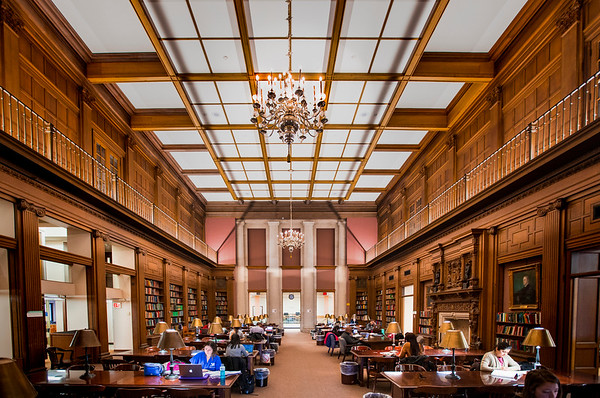
Bibliothek der Fakultäten Health and Sciences

Die University at Buffalo (auch State University of New York at Buffalo oder UB genannt) ist eine staatliche Universität in Amherst und  Buffalo im US-Bundesstaat New York. Mit 27.220 Studenten ist sie eine von vier Kernuniversitäten des Systems der State University of New York (SUNY) und Mitglied der Association of American Universities, einem Verbund führender amerikanischer Forschungsuniversitäten. 
Die Hochschule wurde 1846 als eine medizinische Hochschule gegründet und führte bis 1962 die Bezeichnung University of Buffalo. Anfang der 1960er Jahre wurde die University at Buffalo in das SUNY-Netz aufgenommen.
Die Universität besitzt drei Campus: North Campus in Amherst, South Campus in einem Randbezirk und Downtown Campus in der Innenstadt von Buffalo. Am Bedeutendsten ist der in den 1970er Jahren eröffnete North Campus in Amherst.

## Sport
Das Sportteam der Universität sind die Buffalo Bulls. Die Universität ist Mitglied in der Mid-American Conference.

## Persönlichkeiten

### Professoren
- 1935–1947: Fritz Machlup, Wirtschaftswissenschaftler
- 1951–1958: Ronald Coase, Nobelpreisträger Wirtschaft 1991
- Walter S. G. Kohn (1923–1998), Politikwissenschaftler
- 1968–1971: J. M. Coetzee, Nobelpreisträger Literatur 2003
- 1968–1975: John Carew Eccles, Nobelpreisträger Medizin 1963
- 1965–1973: John Barth, Autor von Kurzgeschichten
- Georg Iggers, Historiker
- 1965–1997: Herbert A. Hauptman, Nobelpreisträger Chemie 1985

### Absolventen
- Wolf Blitzer (* 1948), Journalist
- Louis Campbell (* 1979), Basketballspieler
- Chaisang Chaturon, Vize-Premierminister Thailand
- Bram Cohen (* 1975), Programmierer (ohne Abschluss)
- Richard Hofstadter (1916–1970), Journalist
- Ezekiel Jackson (* 1978), Wrestler
- Gregory Jarvis (1944–1986), Astronaut auf der Challenger-Mission STS-51-L
- Zhou Ji (* 1946), chinesischer Bildungsminister
- Robin Yanhong Li, Gründer der chinesischen Suchmaschine Baidu
- Erik Oña (1961–2019), argentinischer Komponist und Dirigent
- Gerry Philbin (1941–2025), American-Football-Spieler
- Cindy Sherman (* 1954), Künstlerin und Fotografin
- Ron Silver (1946–2009), Schauspieler
- Alan Soble (* 1947), Philosoph
- Ruth Tabrah (1921–2004), Schriftstellerin
- Tom Toles, Journalist, Pulitzer-Preisträger
- Fred Wah (* 1939), kanadischer Dichter, Schriftsteller und ehemaliger Hochschullehrer
- Harvey Weinstein (* 1952), Gründer von Miramax
- Leslie White (1900–1975), Anthropologe